# Лінгвіне
Лінгві́не (італ. linguine, вимова англ.[lɪŋˈɡwiːni]; італійською: [liŋˈɡwiːne]) є одним з видів пасти, схожий на феттуччіне (італ. fettuccine) та тренетте (італ. trenette), але еліптичної, а не плоскої форми в перерізі. В ширину близько 4 мм, це ширше за спагеті, але не такі широкі, як феттуччіне. Назва лінгвіне в перекладі з італійської означає «маленькі язики» (множина від італ. linguina). Тонша версія лінгвіне називається лінгвіттіне. Традиційно лінгвіне подавали з соусами, такими як песто, але популярні також інші, такі як томатні або рибні соуси. Лінгвіне зазвичай доступні як з білого борошна, так і у цільнозерновій версії, але оригінально виготовлялись з борошна з твердої пшениці. Лінгвіне виникла в Італії і базується на більш традиційних пастах.

## Дивитися також
- Італійська кухня
- Різновиди пасти